# Comme des ombres sur la terre
Comme des ombres sur la terre est un roman documentaire historique, américain, sur une tribu amérindienne du Montana vers 1870, de James Welch, publié par Viking Press (Penguin Group) en 1986, et en français par les éditions Albin Michel en 1994.

## Contexte
Les Indiens des Plaines sont des peuples autochtones des Grandes Plaines. Parmi eux, la confédération des Pieds-Noirs regroupe trois tribus nord-amérindiennes, parlant le pied-noir, et pratiquant principalement la chasse au bison, dont les Pikunis, sans doute 25 000 personnes vers 1850.
Dans une région devenue ensuite le Territoire du Montana (1864-1889), au Montana actuel, au nord-ouest des États-Unis, près de la frontière canadienne, la réserve indienne des Pieds-Noirs est établie en 1851-1855. Depuis 1826, le Bureau des affaires indiennes gère les relations avec les populations autochtones, selon l'idéologie de la destinée manifeste, du droit de colonisation des terres indiennes. Et les sociétés indiennes subissent, se soumettent, résistent, se déchirent.
Le clan des Mangeurs solitaires appartient à la tribu Pikuni, s'auto-détermine selon les accords tribaux, établit ses campements selon les sources de nourriture, cherche à éviter les conflits avec les hommes blancs, Longs Couteaux, Napikwans, les pilleurs, toujours plus nombreux, mieux armés, et accompagnés des cornes blanches domestiquées, qui repoussent de fait le territoire disponible pour les Indiens et les cornes noires sauvages.
L'essentiel des actions présentées se déroulent en 1869 et 1870, ainsi que l'indique la seule date mentionnée (et sans doute vérifiable), celle de l'entre vue du Général Alfred H. Sully avec quelques chefs Pieds Noirs, Coureur Puissant, Grand Lac, Petit Loup, Veau Soleil (en présence de Chevauche-à-la-porte), le 1er janvier 1870 (p. 290), à Fort Benton.
La chasse industrielle au bison date des années 1873-1883.

## Trame narrative

### Première partie
Le clan des Mangeurs solitaires est dirigé par le Chef Trois Ours.
Chevauche-à-la-porte, chef de guerre, est devenu le mari de trois femmes (Femme-frappe-deux-fois, Visage Rayé, et la plus jeune Tue-près-du-lac), et le père prudent de Chien de l'Homme Blanc (CHB, 18 ans, fils de Visage Rayé) et de Pêcheur-qui-court (16 ans), plus énergique ou moins malchanceux que son aîné.
Cheval Rapide (19 ans, fils de Côtes de Jeune Bison, qui est un puissant-chanteur-pour-les-malades) invite CHB à participer à la razzia qu'organise Rein Jaune (38 ans), pour voler des chevaux (coureurs-de-bisons et autres) aux Corbeaux (Crows), ce qui suppose quinze nuits à l'aller, autant au retour. La performance projetée va montrer les compétences de chacun et impressionner le clan, et particulièrement les jeunes filles. Ce raid, juste avant la neige, implique également Côtes d'Aigle (24 ans), Enfant Hibou, Couteau Médecine le silencieux, Parle Autrement et son frère Crotale (15 ans),.
Les traditions sont respectées : désignation de l'ennemi, prières aux dieux, peintures de corps, médecine de guerre. Mik-api (73 ans, veuf depuis quarante ans), homme-aux-multiples-visages puissant et renommé (p. 16) organise une cérémonie pour eux à la hutte à bain de vapeur. Et CHB rêve de filles au visage pâle.
Le butin des preneurs-de-chevaux est de 150 chevaux, mais Rein Jaune n'est pas rentré. Son épouse Femme Bouclier Puissant reçoit les 35 chevaux convenus, CHB vingt dont il rétrocède cinq à Mik-api. Femme Bouclier Puissant demande à devenir Femme Médecine, et doit compter sur la collectivité pour nourrir ses trois enfants, Peinture Rouge (16 ans), Bon Jeune Homme (12 ans) et Une Marque (10 ans). CHB s'en charge, et reçoit les remerciements officiels.
CHB est tenté de devenir l'assistant de Mik-api. Lors d'une chasse solitaire, il est abordé par Oiseau Corbeau, qui lui demande de libérer, soigner et nourrir un carcajou piégé. Enfant Hibou revient au campement avec des chevaux volés aux Napikwans, ce qui entraîne un blâme de Trois Ours et pousse davantage le jeune à rejoindre la bande des Plusieurs Chefs et son Chef Montagne, et autres proscrits activistes armés.
Au début du printemps, Rein Jaune est de retour, tous doigts coupés, à cause de la vantardise déplacée de Cheval Rapide alors que Rein Jaune attaquait Bouclier Taureau. Cela implique le départ volontaire ou l'exclusion de Cheval Rapide et une vengeance adaptée contre le clan de Bouclier Taureau.
CHB fait la tournée officielle de toutes les bandes (clans) pour les informer de la situation : retour de Rein Jaune et demande de Femme Bouclier Puissant de devenir Femme Médecine pour la prochaine cérémonie à Chef Soleil, puis sans doute Femme au Vœu Sacré.
CHB accepte que sa famille propose son mariage avec Peinture Rouge, plutôt qu'avec Femme-Petit-Oiseau (fille de Patte-de-Corbeau, plus puissant).

### Suite
Dans la seconde partie, Patte-de-Corbeau appelle les jeunes de chaque tribu à l'effort de guerre-vengeance derrière Œil de Renard, avec Personne Médecine Solitaire, contre Bouclier Taureau. et 300 hommes pour attaquer le village : 118 tentes indiennes et 7 tentes de Napikwans. L'attaque a lieu, violente, CHB y mérite son nouveau nom, Trompe-le-Corbeau. Pas de conséquence grave prévisible, sauf si on tue un Napikwan, quel qu'il soit. C'est ce que viennent signifier à Trois Ours les tuniques bleues des Longs Couteaux accompagnés de Joe Kipp. Plus tard, Oiseau Corbeau transmet à Trompe-le-Corbeau la demande de Chef Soleil tuer le trappeur fou, ou coureur des bois, Napikwan, qui tue sans raison les animaux sauvages : et le piège se referme sur CHB qui doit exposer en appât et à son insu Peinture Rouge, enceinte de Celui-qui-apporte-le-sommeil. Au conseil de clan, qui entérine la situation, Chevauche-à-la-porte déclare : Chef Soleil protège les Napikwans. [...] Nous sommes confrontés à une force contre laquelle nous ne pouvons pas lutter (p. 186).
Les trois parties suivantes confirment ce constat : hiver rigoureux, escarmouches, ripostes, épidémies, conseils, désaccords, rêves, soupçons, visions, dont celles animées du dessin  sur peau jaune dans le tipi de Femme Plume.

## Éditions
- Comme des ombres sur la terre, Éditions Albin Michel, 2010, 400 pages  (ISBN 978-2-226-21503-1)

## Réception
- American Book Awards 1987 (Fiction)
- Los Angeles Times Book Prize 1987 (Fiction)
- Pacific Northwest Booksellers Association Award (en)

Les recensions francophones sont plus tardives et plus mesurées, concernant ce crépuscule d'une culture,,.

## Thématiques
La vie quotidienne des Indiens des Grandes Plaines est bien présentée, du point de vue indien, sans prétendre à l'ethnographie : croyances, pratiques (dont chasse au bison, cheval, cueillette, tabac, artisanat), relations internes au clan, aux familles, et inter-claniques.
Les divergences sont flagrantes. La bande de Plusieurs Chefs (avec son Chef Montagne) mène une guérilla fière, désespérée (nous sommes devenus un peuple-de-rien (p. 223), et dangereuse pour tous, de rejet des Hommes Blancs, mais aussi des traditions Pikunis, de la voie. Le clan des Mocassins Noirs (avec son chef Petit Chien) a "choisi" d'être des amis des Napikwans : résignation, désolation, extinction annoncée. Le clan des Mangeurs solitaires tente de survivre sans trop subir.
Les prières vont à Ceux du Dessus, dont Chef Soleil, Étoile du matin, Garçon Étoile, Peuple des Étoiles et Lumière Rouge de la Nuit, et à Ceux du Dessous. Et à notre Mère la Terre, et aux quatre directions. On invoque Faiseur de Froid, Faiseur de Vent. On se réfère à Vieil Homme Napi (p. 63). On croit à Oiseau Corbeau. Après la mort, on va au Pays des Ombres, aux Collines de Sable, rejoindre le vieux peuple.
Chaque clan a son homme-médecine et/ou son chanteur. Chaque individu (masculin) entonne son chant de guerre.
La hutte à sudation est le passage obligé de toute cérémonie : sac de Médecine Castor, Médecine des Menteurs (p. 116), hutte à Médecine, Mât Médecine, Tipi du Vœu Sacré, danseurs-qui-font-le-temps, Pipe Sacrée (calumet), danses, Danse du Soleil, rêves, gardien du rêve, cauchemars, animal-pouvoir...